# Hermanas de los Ángeles de Vilna
La Congregación de Hermanas de los Ángeles (oficialmente en latín: Congregatio Sororum Angelorum, cooficialmente en polaco: Zgromadzenie Sióstr od Aniołów) es una congregación religiosa católica femenina de derecho pontificio, fundada por el obispo polaco Wincenty Kluczyński en Vilna (Lituania), en 1889. A las religiosas de este instituto se les conoce como hermanas de los ángeles y posponen a sus nombres las siglas .C.S.A.

## Historia

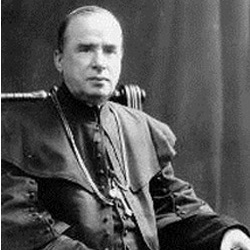
Wincenty Kluczyński (1847-1917), fundador de la congregación.

El sacerdote diocesano polaco Wincenty Kluczyński, elegido más tarde obispo de Mohilew (Lituania), fundó en la ciudad de Vilna la Congregación de las Hermanas de los Ángeles, con el fin de suplir en el trabajo pastoral y animación de la fe, a los sacerdotes deportados por el gobierno ruso. El 20 de junio de 1905, la congregación fue erigida canónicamente como instituto de derecho diocesano, con la aprobación del arzobispo de Vilna. Ocho años más tarde, el instituto recibió la aprobación pontificia (22 de agosto de 1913), lo que le permitió la expansión por Polonia y otras regiones invadidas por Rusia. La mayor parte de las veces, las religiosas trabajaban de forma clandestina. Desde 1938 hasta 1974, incluso, no se tuvo un dato oficial de la suerte de la congregación.

## Organización
La Congregación de las Hermanas de los Ángeles es un instituto religioso de derecho pontificio centralizado, cuyo gobierno recae en la superiora general, a la que los miembros del instituto llaman Madre general. A ella, le coadyuva su consejo, elegido para un periodo de seis años. La sede central se encuentra en Kontancin-Jeziorna (Polonia).
Las religiosas se dedican a la ayuda pastoral de las iglesias particulares en las que se encuentran, ofreciéndose para las diversas actividades que se les encargue, según las necesidades. Desde 1985 se han abierto a las misiones africanas. En 2015, eran unas 143 religiosas, repartidas en 34 comunidades, presentes en Camerún, Lituania, Polonia, República Checa, República Democrática del Congo, Rusia, Ruanda y Ucrania.